# Ny Hagested
Ny Hagested er en lille stationsby på Nordvestsjælland med 213 indbyggere  (2024). Ny Hagested er beliggende i Hagested Sogn og Tuse Sogn fire kilometer øst for Gislinge, tre kilometer vest for Tuse og 10 kilometer vest for Holbæk. Byen tilhører Holbæk Kommune og er beliggende i Region Sjælland.
Ny Hagested Station ligger i byen.